# Piper viminifolium
Piper viminifolium är en pepparväxtart som beskrevs av William Trelease. Piper viminifolium ingår i släktet Piper och familjen pepparväxter. Inga underarter finns listade i Catalogue of Life.